# ألف ريدار ياكوبسن
ألف ريدار ياكوبسن (بالنرويجية: Alf R. Jacobsen)‏ (و. 1950  م) هو صحفي، ومؤلف نرويجي، ولد في هامرفست.

## التعليم
تعلم في جامعة أوسلو، وجامعة برغن.

## جوائز
حصل على جوائز منها:
- SKUP Award [الإنجليزية]‏، عن عمل: Ice Kiss  [لغات أخرى]‏ (1991)
- Riverton Prize [الإنجليزية]‏ (1988).

## وصلات خارجية
- ألف ريدار ياكوبسن على موقع IMDb (الإنجليزية)
- ألف ريدار ياكوبسن على موقع أول موفي (الإنجليزية)
- ألف ريدار ياكوبسن على موقع قاعدة بيانات الفيلم (الإنجليزية)